# Mohamed Djibo Wonkoye
Amadou Djibo Mohamed Wonkoye (ur. 19 maja 1994 w Niamey) – nigerski piłkarz grający na pozycji prawoskrzydłowego. Od 2017 jest zawodnikiem klubu Horoya AC.

## Kariera klubowa
Swoją karierę piłkarską Wonkoye rozpoczął w ghańskim klubie Red Bull Ghana. W sezonie 2011/2012 zadebiutował w nim w drugiej lidze ghańskiej. W latach 2012–2014 grał w iworyjskim ASEC Mimosas, z którym wywalczył wicemistrzostwo kraju w sezonie 2012/2013 oraz zdobył dwa Puchary Wybrzeża Kości Słoniowej w latach 2013 i 2014. W sezonie 2014/2015 najpierw był zawodnikiem nigerskiego Kandadji Sport, a następnie rezerw SC Braga. W sezonie 2015/2016 był zawodnikiem Sahel SC, z którym wywalczył wicemistrzostwo Nigru.
W 2017 roku Wonkoye przeszedł do gwinejskiego klubu Horoya AC. Czterokrotnie wywalczył z nim mistrzostwo Gwinei w sezonach 2017/2018, 2018/2019, 2020/2021 i 2021/2022 oraz wicemistrzostwo w sezonie 2022/2023. Zdobył też Puchar Gwinei w 2019.

## Kariera reprezentacyjna
W reprezentacji Nigru Wonkoye zadebiutował 14 listopada 2012 w zremisowanym 1:1 towarzyskim meczu z Senegalem, rozegranym w Niamey.